# Dark Matter (IQ)
Dark Matter, pubblicato nel 2004, è un album in studio del gruppo neoprogressive britannico IQ.

## Il disco
Dark Matter fu pubblicato dopo un periodo di attesa di 4 anni, seguito al precedente lavoro degli IQ The Seventh House. Come altri lavori degli IQ, questo album unisce elementi di rock sinfonico classico (Genesis, King Crimson, Pink Floyd, Van der Graaf Generator) a sonorità moderne e a tratti prossime al progressive metal (per esempio, alcuni passaggi ricordano Spock's Beard, Dream Theater e Porcupine Tree). La fedeltà agli stilemi del progressive anni settanta si legge, oltre che nell'uso sporadico di strumenti d'epoca, nelle scelte ritmiche (caratterizzate da molte segnature insolite) e nella struttura stessa dell'album, costituito da pochi brani lunghi e articolati.
Domina l'album la suite Harvest of Souls (oltre 20 minuti di durata), in cui il cantante Peter Nicholls, autore dei testi, attacca il trionfalismo statunitense; musicalmente, il brano rappresenta un tributo piuttosto esplicito a Supper's Ready dei Genesis (dall'album Foxtrot), ripreso nella struttura generale e citato in diversi passaggi (per esempio il cambio di tonalità alla fine di Lovers' Leap).

## Formazione
- Peter Nicholls - voce
- Mike Holmes - chitarra
- Martin Orford - tastiere
- John Jowitt - basso elettrico
- Paul Cook - batteria

## Tracce
1. Sacred Sound – 11:40
2. Red Dust Shadow – 5:53
3. You Never Will – 4:54
4. Born Brillant – 5:20
5. Harvest of Souls – 24:29